# Лес у озера Яссы и Кудинское
Лес между озёрами Яссы и Кудинское — охраняемая природная территория, памятник природы регионального (областного) значения в западной части Тверской области. Расположен в пределах Василёвского сельского поселения Торопецкого района.

## Описание
Охраняемая территория образована 25 августа 1993 года согласно решению малого совета Тверского областного совета народных депутатов.
Территория леса составляет 412 га (4,12 км²). 85,1 % территории покрыты низменными лесами, 4,2 % — возвышенными. Более 10 % территории приходится на водные объекты — болота и небольшое озеро в западной части.
Границей охраняемой территории на западе и юге является река Торопа, на востоке — озеро Кудинское, на севере и северо-западе — озеро Яссы и деревня Новотроицкое. Через территорию проходит железная дорога Бологое — Полоцк и несколько автодорог.
Основными деревьями здесь являются сосны, кроме того, встречаются дуб, осина, берёза, ясень, липа, вяз, в подлеске — лещина, бузина, бересклет европейский.

## Запрещённые виды деятельности
На охраняемой территории запрещается:
- Все виды вырубок леса.

- Мелиоративные работы.
- Торфоразработки
- Захламление объектов бытовыми и промышленными отходами.
- Промышленная заготовки ягод орудиями, наносящими повреждения ягодникам.
- Промышленный вылов рыбы в реках и озёрах.

## Разрешённые виды деятельности
На охраняемой территории разрешается:
- Сбор ягод и грибов для личного потребления местного населения без орудий и приспособлений.
- Охота в установленные сроки.